# Eutechnyx
Eutechnyx  é um empresa desenvolvedora de jogos de computador e video game localizada em Newcastle, Reino Unido. A empresa é especializada em jogos de corrida.

## Jogos desenvolvidos[1]
| Nome                                         | Plataforma(s)                    | Ano  |
| -------------------------------------------- | -------------------------------- | ---- |
| Car and Driver Presents Grand Tour Racing 98 | PS1, PC                          | 1997 |
| MotorMash                                    | PS1, PC                          | 1997 |
| Total Drivin'                                | PS1                              | 1997 |
| Max Power Racing                             | PS1                              | 1999 |
| Test Drive Le Mans                           | PS1,Dreamcast, PC                | 2000 |
| 007 Racing                                   | PS1                              | 2000 |
| F1 World Grand Prix 2000                     | PS1, PC                          | 2001 |
| Le Mans 24 Hours                             | PC, PS2                          | 2001 |
| Big Mutha Truckers                           | PS2, Xbox, Gamecube, PC, GBA, DS | 2002 |
| Street Racing Syndicate                      | PC, Gamecube, PS2, Xbox          | 2004 |
| Ford Mustang: The Legend Lives               | Xbox, PS2                        | 2005 |
| Big Mutha Truckers 2                         | PC, PS2, Xbox                    | 2005 |
| Ford vs. Chevy                               | PS2, Xbox                        | 2005 |
| Hummer: Badlands                             | PS2, Xbox                        | 2006 |
| The Fast and the Furious                     | PS2, PSP                         | 2006 |
| Cartoon Network Racing                       | DS, PS2                          | 2006 |
| Pimp my Ride                                 | Wii, PSP, Xbox 360, PS2          | 2006 |
| Hot Wheels: Beat That!                       | PS2, PC, Wii, Xbox 360           | 2007 |
| Ferrari Challenge: Trofeo Pirelli            | PS3, PS2, PSP, Wii               | 2008 |
| Supercar Challenge                           | PS3                              | 2009 |
| Ferrari: The Race Experience                 | PS3, Wii                         | 2011 |
| Auto Club Revolution                         | PC                               | 2011 |
| NASCAR The Game 2011                         | Wii, PS3, Xbox 360               | 2011 |
| Absolute Supercars                           | PS3                              | 2012 |
| NASCAR The Game: Inside Line                 | PS3, Wii, Xbox 360               | 2012 |
| Ride to Hell: Retribution                    | Xbox 360, PC, PS3                | 2013 |
| NASCAR The Game 2013                         | PC                               | 2013 |
| NASCAR: Red Line                             | IPhone                           | 2013 |
| NASCAR '14                                   | PS3, Xbox 360, PC                | 2014 |
| TNN Motorsports Hardcore TR                  | PS VITA, PSP, PS3, PS1, PC       | 2014 |
| Warhammer 40000 Storm of Vengeance           | Android, iPhone, PC              | 2014 |
| NASCAR 15                                    | PC, Xbox 360, PS3                | 2015 |

## Ligações Externas
- Site Oficial (em inglês)